# Djebel Aissa Mimoun
Djebel Aissa Mimoun (în arabă جبل عيسى ميمون) este o comună din provincia Tizi Ouzou, Algeria.
Populația comunei este de 20.268 de locuitori (2008).